# Claude Seignolle
Claude Seignolle, noto anche con gli pseudonimi di Starcante, Claude S. e Jean-Robert Dumoulin (Périgueux, 25 giugno 1917 – Versailles, 13 luglio 2018), è stato uno scrittore francese.
Le sue opere principali sono La Malvenue e Les Évangiles du Diable.

## Biografia

### Gioventù
Nato il 25 giugno 1917 a Périgueux (Dordogna), Claude Seignolle passa la sua infanzia in campagna, dove la sua principale occupazione è di raccogliere e collezionare tutto quello che gli sembra degno di interesse: sassi e selci, ma soprattutto fossili e antiche monete. È molto attento a racconti e leggende che gli racconta sua nonna, da cui prenderà la sua passione per i misteri notturni e per ogni sorta di diavoleria. All’età di dodici anni, la sua famiglia trasloca a Châtenay-Malabry (Hauts-de-Seine). Suo padre è un editore di opere pedagogiche (Éditions Pédagogiques Modernes, E.P.M.) nello storico quartiere parigino di Les Halles. Studia al liceo Lakanal di Sceaux (Hauts-de-Seine), dove il suo professore di storia lo incoraggia a seguire la sua vocazione per l’Archeologia. Nel 1934 scopre durante alcuni scavi a Plessis-Robinson degli enormi blocchi di pietra che identifica come parti di dolmen (su uno di essi rinviene anche delle iscrizioni). Viene bocciato per assenteismo e  disdegna il lavoro nell'impresa di famiglia; frequenta la Société Préhistorique Française dello studioso Henri Breuil, dove incontra il folclorista Arnold Van Gennep che gli fa abbandonare l’amore per la mineralogia per quello del folklore e del leggendario. Con suo fratello Jacques esplora per due anni l’Hurepoix collezionando tradizioni rurali e interessandosi ai riti delle feste e delle superstizioni. Nel 1937, firma assieme al fratello Le Folklore du Hurepoix, particolarmente ben accolto da Pierre Mac Orlan e Blaise Cendrars. Questa prima opera verrà seguita da molte altre consacrate alla cultura popolare e da una serie di scritti più personali, Nel 1945 esce il suo primo romanzo, Le Rond des sorciers.

### Carriera
Claude Seignolle presta servizio militare in artiglieria a Metz. Un giorno, in una libreria, non saluta un colonnello, che lo apostrofa con un sonoro «Artigliere, i miei omaggi!» e lo sbatte in punizione; quel colonnello è il futuro generale de Gaulle. Dopo esser stato spostato in  Lorena, Seignolle ci passa la strana guerra e i primi combattimenti. Fatto prigioniero, viene deportato in Germania: ricorderà questo periodo nei suoi diari Un homme nu e La Gueule.
Liberato per motivi sanitari, si rifugia a Presly. Dopo la liberazione, abita a Sainte-Montaine, dove raccoglie le tradizioni locali che gli ispireranno diverse opere. Se oggi Seignolle è considerato come uno dei migliori scrittori del fantastico francese con opere come La Malvenue, Marie la louve e Le Rond des sorciers, è perché ha saputo intingere la sua piuma di scrittore nel calderone delle credenze popolari. Un’altra parte della sua opera, i cui racconti sono raggruppati nella raccolta "La Nuit des Halles", che parla dei misteri del fu quartiere parigino Halles.
Grazie all’editore belga Marabout, Seignolle conquista un vasto pubblico con le raccolte di racconti Contes macabres, Récits cruels, Histoires maléfiques, Histoires vénéneuses e Contes sorciers.
Nel mese di novembre del 2008, gli viene assegnato il premio Verdaguer assegnato dall'Académie française per l’insieme delle sue opere.
In Italia di Seignolle le Edizioni Hypnos hanno pubblicato La Malvenue nel 2021 mentre Alcatraz ha reso disponibile quasi in contemporanea Racconti macabri. In precedenza era disponibile solo Le notti oscene, uscito per la collana "I romanzi diabolici" nel 1963. Va segnalata inoltre La Notte di Halles del 2001, volume curato da Daniela Cirillo. Il racconto L'uomo con la falce è uscito all'interno della collana di fantascienza Galassia.

## Opere

### Romanzi
- 1945 : Le Rond des sorciers
- 1949 : Marie la louve
- 1952 : La Malvenue
- 1959 : La brume ne se lèvera plus
- 1959 : Le Diable en sabots

### Racconti
- 1947 : 
  - Le Meneur de loups
- 1958 : 
  - Le Bahut noir
  - Ma cour des miracles
- 1959 :
  - La brume ne se lèvera plus
  - Le Diable en sabots
- 1960 : 
  - Le Gâloup
  - Le Chupador
- 1962 : 
  - Ce que me raconta Jacob
  - Désirée la sangsue
  - L'Âme boiteuse
  - Le Diable en sabots
- 1963 :
  - Delphine
  - Le Rond des sorciers
- 1964 :
  - Et si c'était ?
  - L'Homme qui ne pouvait mourir
  - Le christ est vengé
  - Le Faucheur
  - Les Autres et moi
  - Minnah l'Étoile
  - Un bel ensorcelé
  - Un petit monstre à louer au quart d'heure

- 1965 :
  - L'Exécution
  - La Huche
  - Le Millième Cierge
  - Les Âmes aigries
  - Pauvre Sonia
- 1966 :
  - Celui qui avait toujours froid
  - Comme une odeur de loup
  - Deux dents, pas plus
  - L'Homme qui savait d'avance
  - L'Isabelle
  - La Mémoire du bois
  - Le Bout du monde
  - Le Matagot
  - Le Miroir
  - Les Gorel
  - Non pas moi !
  - Pris entre Dieu et Diable
  - Un exorcisme
  - Un hasard minutieux
- 1967 :
  - Ce Martin là
  - Celui qui s'y frotta
  - L'Auberge du Larzac
  - Le Chien pourri
  - Le Dernier Visiteur
  - Le Dormeur
  - Le Hupeur
  - Le Marchand de rats
  - Le Retour à Tiburiac
  - Les Chevaux de la nuit
  - Les Deux Plumes
  - Lou Siblaire
  - Nuits

- 1969 :
  - Chaque chose à sa place
  - L'Impossédable
  - L'Odile
  - La Fille gagnée
  - La Vierge maudite
  - Le Venin de l'arbre
  - Les Roses d'en Haut
  - Une veillée
- 1971 :
  - Le Feuillet perdu
  - Le Grand Vendu
  - Un Louis terreux
- 1972 : 
  - De qui venait ce sang?’’
- 1974 :
  - Il ne faut jamais réveiller les légendes
  - Huppe et Pupuler
  - L'Oubliette
  - La Panard
  - La Main de pierre
  - La Morsure de Satan
  - Mais qui est le plus fort?
  - Un vieux mélomane
  - Un viol
  - Une enfance sorcière
  - Une santé de cerisier

### Saggi
- 1945 : En Sologne. Mœurs et coutumes, Edizioni G.P. Maisonneuve et Larose
- 1964 : Les Évangiles du Diable (raccolta di leggende rurali sul Diavolo)
- 1969 : Invitation au château de l'étrange, Prefazione di Jacques Bergier, Edizioni G.P. Maisonneuve et Larose,
- 1970 : Les Loups verts, Éditions Cartouche

### Raccolte
- 1959 : La Gueule
- 1962 : La Malvenue et autres histoires diaboliques
- 1962 : Un corbeau de toutes couleurs, prefazione di Lawrence Durrell, Éditions Denoël
- 1965 : Histoires maléfiques, Bibliothèque Marabout 230
- 1965 : La Malvenue et autres récits diaboliques, Bibliothèque Marabout 215
- 1966 : Contes macabres, Bibliothèque Marabout 244
- 1967 : Les Chevaux de la nuit et autres récits cruels, Bibliothèque Marabout 282
- 1969 : Histoires vénéneuses suivi de La brume ne se lèvera plus, Bibliothèque Marabout 419
- 1969 : Contes de Sologne, illustrato da Marie-France Thébault, Sergio Moyano, Victor Lefèvre e l’autore, Éditions de Sologne, collezione «Imagé»
- 1970 : Les loups verts ... et autres cruautés guerrières, Bibliothèque Marabout 353
- 1971 : Delphine ou la Nuit des Halles
- 1972 : Les malédictions, Éditions de Crémille
- 1973 : Diables et enchanteurs de Guyenne et Gascogne
- 1973 : Histoires et légendes du diable

- 1974 : Contes sorciers, Bibliothèque Marabout 465
- 1979 : Contes fantastiques de Bretagne, postfazione di André Grall, Éditions Le Signor
- 1979 : Histoires étranges
- 1984 : La Nuit des Halles
- 1984 : Les Malédictions (2 volumi)
- 1985 : Les Cercles de la peur, Éditions Minerve
- 1987 : La Malvenue, Éditions Phébus
- 1987 : Marie la louve, Éditions Phébus
- 1987 : Le Diable en sabots, Éditions Phébus
- 1988 : Histoires sorcières, Éditions Minerve
- 1989 : À l'enseigne de l'étrange, Éditions Minerve
- 1993 : Le rond des sorciers, Éditions Phébus
- 1995 : Contes fantastiques de Bretagne, prefazione di Yannick Pelletier, Éditions Terre de Brume
- 2021 : Racconti macabri, Agenzia Alcatraz, Collana Bizarre n°6
- 2021 : La Malvenue, Edizioni Hypnos, Collana Novecento Fantastico

### Folklore
Nel 1997, esce la raccolta Contes, récits et légendes des pays de France : 
- Tomo 1 : Bretagne, Normandie, Poitou, Charentes, Guyenne, Gascogne, Pays basque
- Tomo 2 : Paris, Île-de-France, Val de Loire, Berry, Sologne, Limousin
- Tomo 3 : Provence, Corse, Languedoc-Roussillon, Alpes, Auvergne
- Tomo 4 : Nord, Flandres, Artois, Picardie, Champagne, Lorraine, Alsace, Bourgogne, Franche-Comté
- Le Folklore de Provence, 448 p.

### Prefazioni
- Roger Maudhuy : La Lorraine des légendes (Éditions France-Empire)
- Le Limousin des légendes (Éditions Lucien Souny)
- Contes des pays lorrains (Éditions Lucien Souny)
- Contes et légendes d'Alsace (Éditions Place Stanislas).